# Doug Fieger

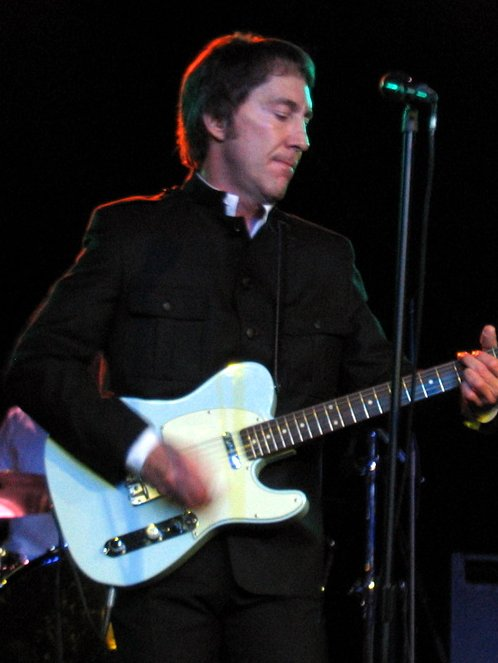
Doug Fieger (2005)

Douglas „Doug“ Lars Fieger (* 20. August 1952 in Oak Park, Michigan; † 14. Februar 2010 in Woodland Hills, Kalifornien) war ein US-amerikanischer Musiker und Komponist. Bekannt wurde er als Mitgründer, Sänger und Gitarrist der Musikgruppe The Knack, für die er neben Berton Averre die meisten Stücke schrieb. Aus seiner Feder stammte unter anderem der Welthit My Sharona aus dem Jahr 1979.

## Leben
Doug Fieger wuchs in seinem Geburtsort Oak Park (Michigan) auf, wo er die Eleanor Roosevelt Elementary School und die Oak Park High School besuchte. Er hatte einen älteren Bruder und eine jüngere Schwester. 1964 begann Fieger mit dem Gitarrespielen. Einen großen Einfluss auf den jungen Fieger hatten die Beatles die in jener Zeit die Welt der populären Musik dominierten. Etwa zwei Jahre später gründete er mit seinem Freund John Corey die Band Sky. Die Gruppe veröffentlichte 1970 zwei Alben auf dem Label RCA Records (Don’t Hold Back und Sailor’s Delight). In dieser Zeit zog Fieger von Michigan nach Kalifornien. Nach der Trennung der Band blieb er in Kalifornien, wo er die nächsten Jahre an seiner musikalischen Karriere arbeitete. In der Folgezeit traf er zunächst den Schlagzeuger Bruce Gary, dann den Gitarristen Berton Averre. Mit letzterem begann er gemeinsam Lieder zu komponieren. Die drei nahmen Demos auf, wurden aber jahrelang von den Plattenfirmen abgelehnt.
Im Mai 1978 vervollständigte Prescott Niles am Bass die Band, die jetzt den Namen The Knack trug. Es folgte eine Vielzahl von Auftritten in Clubs, wobei der erste im bekannten Whisky a Go-Go stattfand. Etwa ein Jahr später erhielt die Gruppe einen Plattenvertrag bei Capitol Records. Das erste Album Get the Knack und die Debütsingle My Sharona erschienen im Juni 1979 und waren weltweit in den Hitparaden erfolgreich. Inspiration für das Stück war die damals 17-jährige Sharona Alperin, in die sich Fieger verliebt hatte. Die beiden hatten eine vierjährige Beziehung. 1980 und 1981 folgten zwei weitere Alben, bevor sich die Gruppe erstmals trennte. Zehn Jahre später erschien das vierte Album, gefolgt von einer weiteren mehrjährigen Pause, bevor 1998 das fünfte Knack-Album veröffentlicht wurde. Im Jahr 2000 brachte Fieger sein Soloalbum First Things First heraus. 2001 folgte das bislang letzte Studioalbum von The Knack.
2004 fanden Ärzte bösartige Tumoren in Fiegers Lunge. Er unterzog sich einer Operation, aber die Krankheit war zu spät festgestellt worden. Der Krebs hatte sich ausgebreitet und das Gehirn erreicht. Im August 2006 folgte eine weitere Operation und Fieger wurden zwei Hirnmetastasen entfernt. Im Oktober 2007 wurden weitere Tumoren entfernt.
Fieger starb am 14. Februar 2010 nach langjährigem Kampf gegen Lungenkrebs. Seine letzte Aufnahme wurde auf Bruce Kulicks 2010 veröffentlichtem Album BK3 veröffentlicht, auf dem Fieger den Titel Dirty Girl sang.

## Diskografie
Mit Sky
- 1970 – Don’t Hold Back
- 1970 – Sailor’s Delight

Mit The Knack
- 1979 – Get the Knack
- 1980 – … but the little girls understand
- 1981 – Round Trip
- 1991 – Serious Fun
- 1998 – Zoom
- 2001 – Normal as the Next Guy
- 2002 – Live from the Rock ’n’ Roll Funhouse

Solo
- 2000 – First Things First
- 2020 – Forever Together

Andere
- 2010 – Bruce Kulick: BK3 (Titel: Dirty Girl)